# Défauts dans le miroir
Défauts dans le miroir (titre original en anglais : Flaws in the Glass) est l'autobiographie de l'écrivain australien Patrick White (prix Nobel de littérature en 1973), publiée en 1981. Elle a été traduite en français par Jean Lambert et publiée par Gallimard en 1985 dans la collection « Du monde entier ».
Les premières 150 pages sont consacrées à un portrait plutôt introspectif de sa part. Deux parties suivent, intitulées Voyages et Épisodes et Épitaphes. Les Voyages décrivent de manière pittoresque les allées et venues de Patrick White et de son compagnon Manoly Lascaris (d'origine grecque) dans la péninsule hellénique et les nombreuses îles grecques. White traite aussi de cette relation amour-haine que beaucoup de gens connaissent à propos de la Grèce (page 201):
« Quiconque s'attachant vraiment à la Grèce ne peut qu'éprouver la plus grande histoire d'amour-haine...Si l'on aspire à la pureté, à l'innocence, ou à la noblesse d'âme – qualités dont je ne me réclame pas - peut-être que l'on ne nourrira jamais d'antipathies féroces. Sauf que la Grèce provoque une colère désespérée chez ceux qui la comprennent... La Grèce est plutôt insensée, à moins qu'elle n'en vienne à la politique, mais en la matière, la confusion règne grandement. »
Patrick White énumère nombre d'aspects, d'incidents et d'images de la Grèce, à tel point exaspérants « qu'ils auraient pu atténuer ma passion pour la Grèce ; cependant ils ont forgé une relation sans laquelle ma vie aurait été véritablement stérile. »
La fin du livre illustre les engagements de White, notamment en politique (il était plutôt républicain et de gauche à la fin de sa vie, et hostile à la position américaine et australienne dans la guerre du Vietnam). Elle traite aussi de ses positions dans le domaine de la poésie. 
« Ma poursuite de la vérité, aussi tranchante qu'une lame de rasoir, m'a transformé en vraie tronçonneuse. » Il conclut, « j'ai pu éprouver de l'amour et de la vénération dans tous les sens du terme, mais c'est avant tout la pureté de cœur et la confiance mutuelle que j'ai estimées. ».